# Gerde's Folk City
Gerde's Folk City était une salle de concert dans le West Village, à New York. Elle a aidé à lancer la carrière de plusieurs vedettes de renommée mondiale, de Bob Dylan à Sonic Youth, et a présenté de nombreux styles musicaux allant du folk au rock alternatif.

## Histoire
Initialement ouverte comme un restaurant appelé Gerdes, par son propriétaire Mike Porco, elle se transforme en salle de concerts en 1960. D'abord située au 11 West 4e rue (dans un immeuble qui n'existe plus), elle déménage en 1970 au 130 West 3e rue. Elle a fermé ses portes en 1987.
Bob Dylan y joue son premier concert professionnel, en première partie de John Lee Hooker, le 11 avril 1961. Simon and Garfunkel s'y sont produits pour la première fois sous ce nom de scène le 31 mars 1964. Par la suite, Janis Joplin, Jimi Hendrix, The Mamas and the Papas, The Byrds, Elvis Costello, Sonic Youth et Suzanne Vega s'y produisent également au début de leurs carrières.